# Balakovo
Balakovo (en russe : Балаково) est une ville de l'oblast de Saratov, en Russie. Sa population s'élevait à 196 255 habitants en 2013.

## Géographie
Balakovo se trouve à 134 km au nord-est de Saratov, sur la rive gauche de la Volga, qui s'élargit à cet endroit pour former le réservoir de Saratov, et à 784 km au sud-ouest de Moscou.

## Histoire
Balakovo a été fondé en 1762 dans le cadre de la réinstallation des vieux-croyants ordonnée par l'impératrice Catherine II. En 1913, Balakovo reçut le statut de ville.
Dans les années 1960, Balakovo devint un centre important d'industrie chimique. La ville se développa fortement en 1937-1970 grâce à la construction de la centrale hydroélectrique de Saratov sur la Volga.
En raison de sa mauvaise situation économique, la ville a obtenu un financement de l'État russe pour la construction d'un aéroport (Balakovo-Sud), qui devrait être plus grand que l'aéroport de la capitale de l'oblast de Saratov. Mais le résultat est resté loin de cet objectif ambitieux.

## Patrimoine
- L'hôtel particulier des Maltsev (construit par Schechtel)
- L'ancien magasin Schmidt (1911)
- L'hôtel particulier Golovanov (1912) aujourd'hui musée régional
- Les demeures des frères Mamine (1910)
- L'hôtel particulier Stroïkov-Yakimov (1902)
- L'ancienne école de commerce (1910)
- Le musée Tchapaïev (il y habita de 1897 à 1913)
- L'église de la Trinité (construite par Schechtel)

## Population
Recensements (*) ou estimations de la population
| 1897*  | 1926*  | 1939*  | 1959*  | 1970*   | 1979*   |
| ------ | ------ | ------ | ------ | ------- | ------- |
| 16 000 | 19 113 | 23 179 | 36 428 | 103 495 | 151 560 |

| 1989*   | 2002*   | 2006    | 2010*   | 2012    | 2013    |
| ------- | ------- | ------- | ------- | ------- | ------- |
| 197 391 | 200 470 | 199 200 | 199 690 | 197 583 | 196 255 |

## Économie
- Centrale nucléaire de Balakovo (Балаковская АЭС)
- Centrale hydroélectrique de Balakovo (Саратовская ГЭС)
- Usine Argon (Аргон) pour la fabrication de fibres de carbone
- Balakovorezinotekhnika (Балаковорезинотехника)
- Usine d'engrais
- Usine Mamine (Завод им. Мамина), ancienne usine Volgodizelmach.

## Transports
Balakovo possède un aéroport (code AITA : BWO).

## Sport
Le club Proton Balakovo est un club de volley-ball féminin qui évolue en Superliga, le plus haut niveau national.

## Personnalité née à Balakovo
- Yulia Alipova (1990), mannequin russe, qui a été couronnée Miss Russie 2014.
- Olga Anissimova (1972), biathlète russe.
- Andreï Kovalenko (1970), joueur professionnel russe de hockey sur glace.
- Dmitri Kougrychev (1990), joueur professionnel de hockey sur glace russe.